# Ismail Jakobs
Ismail Joshua Jakobs (ur. 17 sierpnia 1999 w Kolonii) – senegalski piłkarz niemieckiego pochodzenia występujący na pozycji obrońcy w monakijskim klubie AS Monaco oraz reprezentacji Senegalu. 
Wychowanek BC Bliesheim, w trakcie swojej kariery grał także w 1. FC Köln. Młodzieżowy reprezentant Niemiec.